# John Julius Cooper, 2. Viscount Norwich
John Julius Cooper, 2. Viscount Norwich CVO (* 15. September 1929; † 1. Juni 2018), bekannt als John Julius Norwich, war ein britischer Peer, Diplomat, ab 1964 Schriftsteller und Fernsehmoderator.
Bekannt sind vor allem seine Werke über das Byzantinische Reich und das normannische Königreich Sizilien.

## Leben
John Julius Cooper wurde 1929 als Sohn von Alfred Duff Cooper und dessen Frau Diana Cooper geboren. Sein Vater wurde 1952 in Anerkennung seiner literarischen und politischen Verdienste zum Viscount Norwich erhoben. Bei seinem Tod 1954 erbte sein Sohn John Julius Cooper seinen Titel sowie den damit verbundenen Sitz im House of Lords.
John Julius Cooper besuchte das Upper Canada College in Toronto, Eton College, die Universität Straßburg und, nach seinem Wehrdienst bei der Royal Navy, das New College in Oxford, wo er Französisch und Russisch studierte.
1952 wurde John Julius Cooper Diplomat des britischen Foreign Service. Er arbeitete für die Botschaften in Belgrad und Beirut und nahm an der UN-Konferenz für Abrüstung in Genf teil. 1964 verließ er den Foreign Service, um sich unter dem Kurznamen „John Julius Norwich“ dem Schreiben zu widmen. In den folgenden Jahrzehnten veröffentlichte er zahlreiche Bücher, die meisten davon historische Werke bzw. Reiseliteratur, und arbeitete an einigen Fernsehproduktionen mit.
Lord Norwich war Vorsitzender des Venice in Peril Fund, stellvertretender Vorsitzender des World Monuments Fund und eine Führungskraft des National Trust. Des Weiteren war er Fellow der Royal Geographical Society, der Society of Antiquaries of London und der Royal Society of Literature. Er wurde als Commendatore des Verdienstordens der Italienischen Republik und 1993 als Commander des Royal Victorian Order ausgezeichnet.
Mit Inkrafttreten des House of Lords Act 1999 verlor er seinen Sitz im Parlament.
Von 1952 bis zur Scheidung 1985 war er in mit Anne Frances May Clifford (* 1929), Enkelin des 10. Baron Clifford of Chudleigh, verheiratet. Mit ihr hatte er zwei Kinder:
- Hon. Alice Clare Antonia Opportune Cooper (* 1953), ⚭ 1986 Sir Antony James Beevor;
- Jason Charles Duff Bede Cooper, 3. Viscount Norwich (* 1959).

Aus einer außerehelichen Beziehung mit Enrica Soma († 1969), Gattin des Regisseurs John Marcellus Huston (1906–1987), hatte er eine Tochter: Allegra Huston (* 1964).
1989 heiratete er in zweiter Ehe Hon. Mary Makins, Tochter des 1. Baron Sherfield. Diese Ehe blieb kinderlos.
Norwich starb am 1. Juni 2018 an Herzversagen. Seinen Adelstitel erbte sein Sohn.

## Werke

### Als Autor
- Mount Athos. Hutchinson, London 1966.
- Die Wikinger im Mittelmeer. Das Südreich der Normannen, 1016–1130 (The normans in the south. 1016–1130, 1967). Brockhaus, Wiesbaden 1974, ISBN 3-7653-0087-X.
- Die Normannen in Sizilien 1130–1194 (The Kingdom in the South. 1130–1194, 1970). Brockhaus, Wiesbaden 1973, ISBN 3-7653-0240-6.
- The Normans in Sicily. Penguin Books, London 1992, ISBN 0-14-015212-1 (Neuauflage der Titel The Normans in the South und The Kingdom in the Sun).
- Sahara (Sahara, 1968). Safari-Verlag, Berlin 1970.
- A History of Venice. Penguin Books, London 2003, ISBN 0-14-101383-4 (1. Aufl., London 1977, zuletzt 2011).
- A Taste for Travel. Knopf, New York 1987, ISBN 0-394-55855-3 (1. Aufl., London 1985).
- Fifty Years of Glyndebourne. An illustrated history. Cape Books, London 1985, ISBN 0-224-02310-1.
- The Architecture of Southern England. Macmillan, London 1985, ISBN 0-333-22037-4.
- Byzanz. Econ, Düsseldorf 1998 (3 Bde.):

1. Der Aufstieg des oströmischen Reiches (The Early Centuries, 1988). 1998, ISBN 3-430-17161-X.
2. Auf dem Höhepunkt der Macht. 800–1071 (The Apogee, 1991). 1998, ISBN 3-430-17162-8.
3. Verfall und Untergang. 1072–1453 (The Decline and Fall, 1995). 1998, ISBN 3-430-17163-6.

- Byzanz. Aufstieg und Fall eines Weltreichs (A Short History of Byzantium, 1997). Ullstein, Berlin 2006, ISBN 978-3-548-60620-0 (Kurzfassung der Byzanz-Trilogie).
- The Twelve Days of Christmas. Doubleday, London 1998, ISBN 0-385-41028-X (Kinderbuch, illustriert von Quentin Blake).
- Shakespeare’s Kings. The Great Plays and the History of England in the Middle Ages; 1337–1485. Penguin Books, London 2000, ISBN 0-14-024913-3 (EA New York 1999).
- Paradise of cities. Venice and its 19th century visitors. Penguin Books, London 2004, ISBN 0-14-029717-0.
- The Middle Sea. A History of the Mediterranean. 2006.
- Trying to Please. Dovecote Press, Dorset 2008, ISBN 978-1-904349-58-7 (Autobiografie).
- The Popes. A history. Chattoo & Windus, London 2011, ISBN 978-0-7011-8290-8.
- A History of England in 100 Places from Stonehenge to the Gherkin. John Murray, London 2011, ISBN 978-1-84854-606-6.
- Sicily. A Short History from the Greeks to Cosa Nostra.  John Murray, London 2015, ISBN 978-1-84854-895-4.
- Four Princes. Henry VIII, Francis I, Charles V, Suleiman the Magnificent and the Obsessions that Forged Modern Europe. John Murray, London 2016, ISBN 978-1-4736-3295-0.
- France. A Short History from Gaul to De Gaulle.  John Murray, London 2018, ISBN 978-1-4736-6383-1.

### Als Herausgeber
- Die Architektur der Welt. Von der Zyklopenmauer zum Stahlbeton (Great Architecture of the World, 1975). Parkland, Stuttgart 1987, ISBN 3-88059-287-X (früherer Titel: Weltarchitektur).
- A Traveller’s Companion to Venice. Robinson, London 2002, ISBN 978-1-56656-465-6 (EA London 1990).
- The Duff Cooper Diaries. 1915–1951. Weidenfeld & Nicolson, London 2005, ISBN 0-297-84843-7.
- Bedeutende Städte der Geschichte von Uruk bis Shanghai (The Great Cities in History, 2009). Bassermann, München 2010, ISBN 978-3-8094-8024-2.
- Darling Monster. The Letters of Lady Diana Cooper to her Son John Julius Norwich, 1939–1952. Chatto & Windus, London 2013, ISBN 978-0-7011-8779-8